# Jamie Dwyer
Jamie Dwyer (Rockhampton, 12 maart 1979) is een Australisch hockeyer.
Dwyer zijn bijnaam is Foetus en als kind speelde hij veel cricket. Toch bleek hij veel aanleg te hebben om te hockeyen. In 2002 werd hij verkozen als World Hockey Young Player of the Year. In de jaren die volgden werd hij vijfmaal verkozen als World Hockey Player of the Year. Met de Australische hockeyploeg heeft hij inmiddels meer dan 250 wedstrijden gespeeld, waarin hij tevens meer dan 150 keer doel trof. Daarnaast heeft hij met deze ploeg vrijwel alles gewonnen wat er te winnen valt.
Dwyer arriveerde bij HC Bloemendaal voor aanvang van het seizoen 2004/05 en kwam na de zomer van 2006 niet meer terug bij deze club, omdat hij getekend had bij het Spaanse Real Club de Polo. Toch keerde de meervoudig wereldspeler in 2008 terug bij de Musschen. In 2010 zou Dwyer voor veel geld de overstap maken naar Mannheimer HC, maar kon daar geen toestemming voor krijgen van de Duitse bond. Hij zou in Nederland blijven spelen.
Met een zware knieblessure in het voorjaar van 2011 nam Dwyer afscheid bij Bloemendaal en ging zich volledig richten met de Australische hockeyploeg op de Olympische Spelen in 2012. 
Sinds 2017 speelt Dwyer weer bij HC Bloemendaal.
Jamie Dwyer is woonachtig in Perth, is getrouwd en heeft twee zoons en een dochter.

## Erelijst
- 2002 –  WK hockey te Kuala Lumpur (Mys)
- 2002 –  Gemenebestspelen te Manchester (Eng)
- 2003 –  Champions Trophy te Amstelveen (Ned)
- 2004 –  Olympische Spelen te Athene (Grc)
- 2005 –  Champions Trophy te Chennai (Ind)
- 2006 –  Gemenebestspelen te Melbourne (Aus)
- 2006 –  WK hockey te Mönchengladbach (Dui)
- 2007 –  Oceania Cup te Buderim (Aus)
- 2007 –  Champions Trophy te Kuala Lumpur (Mys)
- 2008 –  Champions Trophy te Rotterdam (Ned)
- 2008 –  Olympische Spelen te Peking (Chn)
- 2009 –  Champions Trophy te Melbourne (Aus)
- 2010 –  WK hockey te New Delhi (Ind)
- 2010 –  Champions Trophy te Mönchengladbach (Dui)
- 2010 –  Gemenebestspelen te New Delhi (Ind)
- 2011 –  Champions Trophy te Auckland (Nzl)
- 2011 –  Oceania Cup te Hobart (Aus)
- 2012 –  Olympische Spelen te Londen (Eng)
- 2012 –  Champions Trophy te Melbourne (Aus)
- 2014 –  WK hockey te Den Haag (Ned)

## Onderscheidingen
- 2002 – FIH Junior Player of the World
- 2004 – FIH World Player of the Year
- 2007 – FIH World Player of the Year
- 2009 – FIH World Player of the Year
- 2010 – FIH World Player of the Year
- 2011 – FIH World Player of the Year